# Канталамесса, Джулио
Джулио Канталамесса (итал. Giulio Cantalamessa; 1 апреля 1846, Асколи-Пичено — 12 сентября 1924, Рим) — итальянский живописец, историк искусства, писатель и музеолог.
Родился в Асколи-Пичено, регион Марке в семье нотариуса и любителя литературы Игино Канталамесса Карбони. Вырос в культурно оживлённой среде. Втайне от отца, направлявшего его изучать право, он посещал Академию изящных искусств в Болонье по классу Антонио Пуччинелли. Затем год работал под руководством Антонио Чизери во Флоренции. В 1869 году Канталамесса получил первую премию на выставке в Фермо. В 1871 году он переехал в Рим.
Он написал портрет гарибальдийца Кандидо Аугусто Векки. Вернувшись в Асколи-Пичено в следующем году, он стал получать заказы на картины от муниципалитета. Работа домашним учителем и секретарём в доме графов Маркатили позволяла ему долгое время оставаться в Риме, где он посещал церкви и музеи. В этот период он создал картины на религиозные темы для церквей Асколи-Пичено, выполнил портреты Николы Канталамессы Папотти, монсеньора Эмилио Талиани и короля Умберто I.
Джулио Канталамесса стал писать рассказы для детей («Джиджино-Сирота», 1875 и «Шесть рассказов», 1880), сотрудничал в «Газете для детей» (Giornaletto dei Fanciulli), основанной в 1874 году Джузеппе Кастелли. Он преподавал историю искусств в колледже Вентуроли в Болонье, когда возникла идея отказаться от живописи и полностью посвятить себя художественной критике. В 1890 году он опубликовал «Очерки искусствоведческой критики» (Saggi di critica d’arte), взяв их из серии конференций, посвящённых творчеству [[Рени, Гвидо}Гвидо Рени]] и других художников болонской школы XVII века. Эта публикация представляет его как эксперта по истории итальянского искусства XVII и XVIII веков.
Министерство образования Италии поручило Джулио Канталамессе каталогизировать и атрибутировать множество собраний библиотек, картин и разнообразных предметов искусства из упраздняемых религиозных братств. Этой работе Джулио посвятил два года (1891—1892). В 1893 году он был назначен директором картинной Галереи Эстензе в Модене с задачей реорганизовать фонды и экспозицию. К нему присоединился Адольфо Вентури. В 1894 году Канталамесса был назначен инспектором Королевских галерей Венецианской академии и Археологического музея Венеции.
В 1902 году муниципалитет Рима после изнурительных переговоров сумел приобрести коллекцию семьи Боргезе за относительно небольшую по меркам того времени сумму: три миллиона шестьсот тысяч лир. Назначенный директором галереи венецианской Академии, Канталамесса в 1906 году был назначен также директором новой национальной Галереи Боргезе в Риме. Он позаботился о планировке экспозиции, сохраняющей исторический облик интерьеров «Палаццины» виллы Боргезе. По его инициативе была приобретена картина Джованни Джироламо Савольдо «Товия и ангел».
Канталамесса состоял в наблюдательной комиссии по реставрации базилик Сан-Марко в Венеции и Риме, в комиссии по восстановлению и реставрации фресок церкви Санта-Мария-Антиква на Римском форуме. С 1908 по 1923 год он был управляющим галерей, музеев и предметов искусства Рима и Лацио: он был первым, кто занял эту престижную должность. Для облегчения своей задачи он запросил министерство создать архив копий фотографий, принадлежащих Национальному фотокабинету и фотоархиву Главного управления древностей и изящных искусств, которые касаются произведений искусства на территории, находящейся под его юрисдикцией.
Плодотворный лектор, «ясный и научно строгий эссеист», Канталамесса публиковал критические статьи в известных журналах, таких как «Nuova Antologia», «Emporium», «Archivio Storico dell’Arte», «Le Gallerie Nazionali Italiane». Он был другом Адольфо Вентури, поэта и историка Доменико Ньоли, в архиве которого (ныне в библиотеке Анджелики в Риме) сохранились сотни его писем.
Джулио Канталамесса продолжал работать как живописец-портретист и мастер алтарных картин, но в 1883 году состояние здоровья заставило его прервать работу над большим холстом с изображением папы Иоанна X. В галерее Боргезе есть портрет Джулио Канталамессы, написанный Лючией Тардити.